# Col de la Croix-de-Fer
Col de la Croix de Fer (česky znamená Průsmyk železného kříže) je vysokohorský průsmyk ve výšce 2067 m n. m. ve francouzských Alpách spojujících Le Bourg-d'Oisans a Saint-Jean-de-Maurienne.
V historii Tour de France byl tento kopec do programu TdF zařazen celkem 15krát, poprvé v roce 1947 a naposledy v roce 2012.

## Externí odkazy

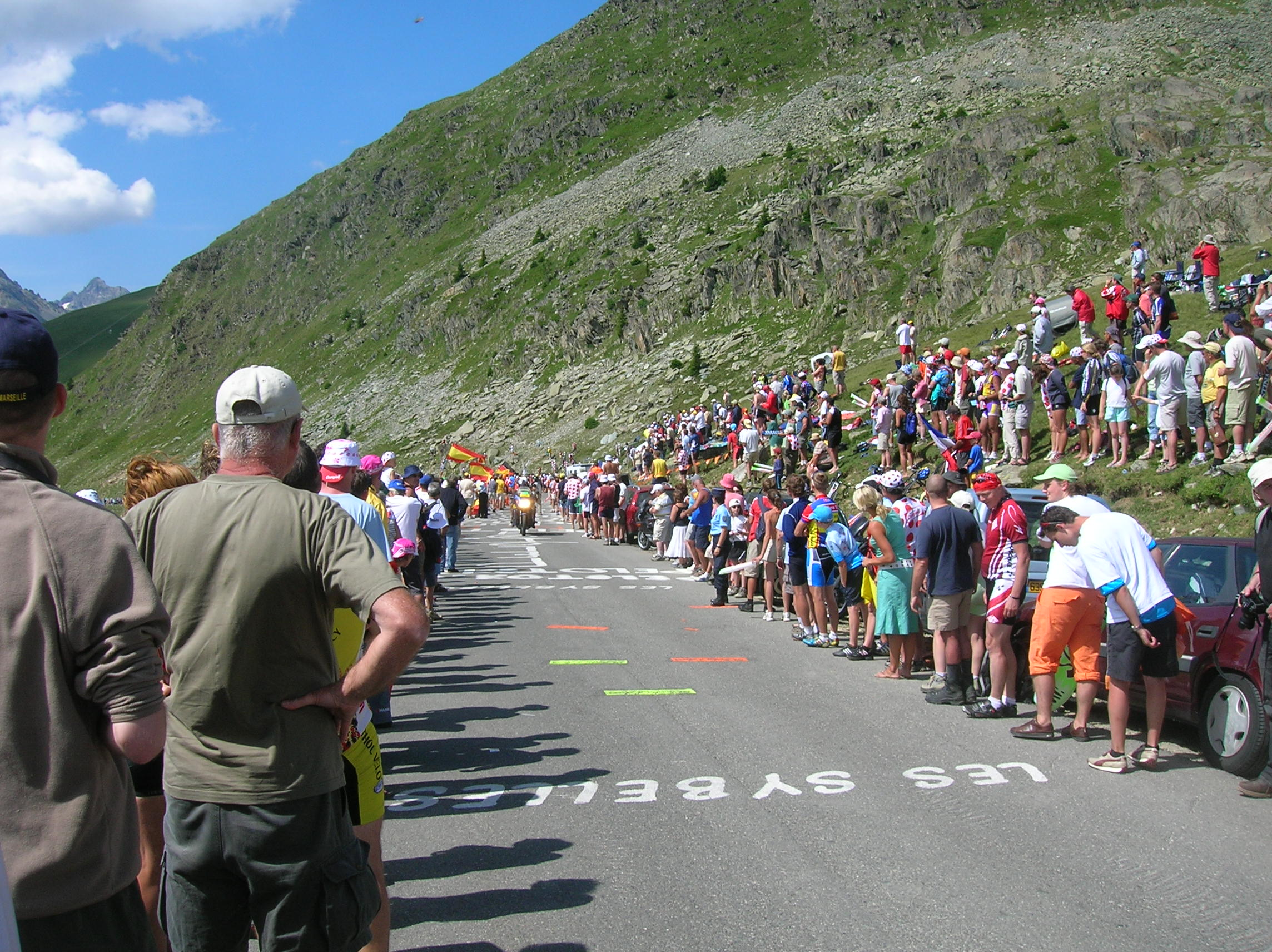
Tour de France na Col de la Croix de Fer v roce 2006

## Výstup na Col de la Croix-de-Fer v rámci Tour de France
| Rok  | Etapa | Kategorie | Start                    | Cíl                       | Vítěz horské prémie |
| ---- | ----- | --------- | ------------------------ | ------------------------- | ------------------- |
| 2017 | 17    | HC        | La Mure                  | Serre Chevalier           | Thomas De Gendt     |
| 2015 | 20    | HC        | Modane                   | Alpe d'Huez               | Alexandre Geniez    |
| 2015 | 19    | HC        | Saint-Jean-de-Maurienne  | La Toussuire-Les Sybelles | Pierre Rolland      |
| 2012 | 11    | HC        | Albertville              | La Toussuire-Les Sybelles | Fredrik Kessiakoff  |
| 2008 | 17    | HC        | Embrun                   | Alpe-d'Huez               | Peter Velits        |
| 2006 | 16    | HC        | Le Bourg-d'Oisans        | La Toussuire              | Michael Rasmussen   |
| 1999 | 10    | HC        | Sestriere                | Alpe-d'Huez               | Stéphane Heulot     |
| 1998 | 15    | HC        | Grenoble                 | Les Deux-Alpes            | Rodolfo Massi       |
| 1995 | 10    | HC        | Aime–La Plagne           | Alpe-d'Huez               | Richard Virenque    |
| 1992 | 14    | HC        | Sestriere                | Alpe-d'Huez               | Eric Boyer          |
| 1989 | 17    | HC        | Briançon                 | Alpe-d'Huez               | Gert-Jan Theunisse  |
| 1986 | 18    | 1         | Briançon–Serre Chevalier | Alpe-d'Huez               | Bernard Hinault     |
| 1966 | 16    | 1         | Le Bourg-d'Oisans        | Briançon                  | Joaquim Galera      |
| 1963 | 16    | 1         | Grenoble                 | Val-d'Isère               | Federico Bahamontes |
| 1961 | 10    | 1         | Grenoble                 | Turín                     | Guy Ignolin         |
| 1956 | 18    | 1         | Turín                    | Grenoble                  | René Marigil        |
| 1952 | 11    | 1         | Le Bourg-d'Oisans        | Sestriere                 | Fausto Coppi        |
| 1948 | 14    | 1         | Briançon                 | Aix-les-Bains             | Gino Bartali        |
| 1947 | 8     | 1         | Grenoble                 | Briançon                  | Fermo Camellini     |